# Bürgerspital (Döllersheim)

Döllersheim, Spital und Pfarrkirche, Ansicht von Südwesten

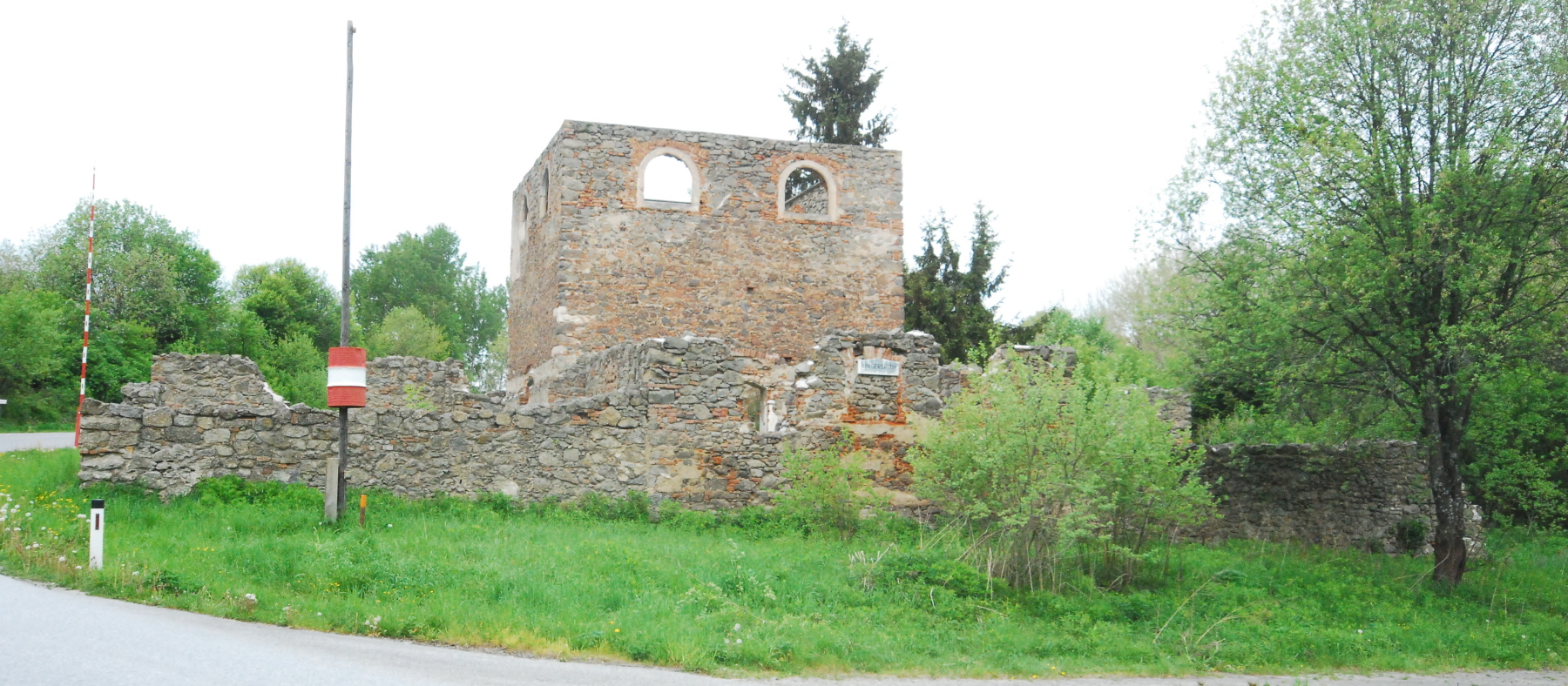
Ruine des Bürgerspitals von Döllersheim

Das in der Österreichischen Kunsttopographie beschriebene Bürgerspital im ausgesiedelten Döllersheim in Niederösterreich diente der Pflege von alten und kranken Menschen. So wie die ehemalige Pfarrkirche von Döllersheim mit den angrenzenden Bauten, der Friedhof und der ehemalige Floriansbrunnen steht die Ruine unter Denkmalschutz (Listeneintrag).

## Geschichte und Beschreibung
Ein erstes Bürgerspital mit einer Kapelle soll bereits 1592 bestanden haben.
In seinem Testament vom 2. Jänner 1660 stiftete der Besitzer von Ottenstein, Hans Franz Freiherr von Lamberg, ein Spital für 12 bedürftige Untertanen. Mit den Bauarbeiten wurde noch im gleichen Jahr begonnen, die Fertigstellung geschah 1666 nach seinem Tod durch seine Witwe.
Als Mittelpunkt des Spitals wurde auf einem quadratischen Grundriss die zwei Stockwerke hohe und mit einem Pyramidendach gedeckte Spitalskapelle errichtet. An jeder Seite befanden sich oben je zwei rundbogige Fenster.
Um die Kapelle führte ein ebenerdiger, flachgewölbter Gang, der mit einem Pultdach gedeckt war. Von diesem Gang aus führten je zwei Türen in die vier Flügelbauten, welche der ganzen Anlage einen kreuzförmigen Grundriss gaben. Jeder dieser Flügelbauten mit Satteldächern enthielt zwei Zimmer. In den Winkeln zwischen den Flügeltrakten wurden kleine Gärten angelegt.
Mit der 1938 beginnenden Absiedlung der Bevölkerung von Döllersheim wurde auch das Spital dem Verfall preisgegeben. Seit 1981 befindet sich Döllersheim nicht mehr im militärischen Sperrgebiet und kann besucht werden.

### Spitalskapelle
Der Altar der Spitalskapelle stammte aus dem Jahr 1665. Darauf befanden sich zwei Statuen der heiligen Petrus und Paulus sowie ein von Tobias Pock aus Wien stammendes Altarbild.
Im Zuge der Josephinischen Reformen wurde 1786 die Kapelle entweiht. Beim Wiederaufbau nach einem Brand des Spitals im Jahr 1804 wurde dieses in der alten Form wieder aufgebaut, die für die Kapelle gedachten Räumlichkeiten wurden in Wohnräume umgestaltet.